# Бомбардировочная мафия
«Бомбардировочная мафия» (англ. Bomber Mafia) — группа американских военных, считавших, что массированные налёты тяжёлых бомбардировщиков дальнего действия способны выиграть войну. Ироническое прозвище «бомбардировочная мафия» использовалось как до, так и после Второй мировой войны.
«Бомбардировочная мафия» добилась создания флота тяжёлых бомбардировщиков в составе ВВС Армии США, но достичь высокой точности высотного бомбометания во время войны не удалось. Тем не менее, стратегические бомбардировки позволили заметно повлиять на действия стран оси, особенно в Японии, где с помощью ковровых бомбардировок зажигательными бомбами были разрушены многие города. Под влиянием «бомбардировочной мафии» ВВС США были выделены в отдельный род войск. Разработки «бомбардировочной мафии» помогли определить задачи Стратегического авиационного командования.

## Зарождение
Доктрина высокоточного бомбометания в дневное время была разработана в
Тактической школе авиакорпуса (ACTS) в 1926—1929 годах. Создателем доктрины считается бригадный генерал Уильям Митчелл, который выступал за значительное расширение роли бомбардировщиков. В 1931 году, после окончания ACTS, в школе был оставлен протеже Митчелла Гарольд Джордж, который начал преподавать новую теорию бомбардировок курсантам. Вскоре были наняты в качестве преподавателей ученики Джорджа — Хейвуд Ханселл, Дональд Уилсон и Лоуренс Катер. Эта четвёрка составила ядро сторонников стратегических бомбардировок. Они утверждали, что для поражения вражеской армии и флота будет достаточно уничтожить основные промышленные и военные объекты в глубине вражеской территории.
Концепция стратегических бомбардировок была впервые предложена итальянским генералом Джулио Дуэ, чьи идеи включали также бомбардировки городов, которых американские теоретики избегали. Американцы разработали стратегию точечных бомбардировок, нацеленную на экономику противника и производство оружия. Хотя доктрина стратегической бомбардировки не была проверена на практике, её главная привлекательность заключалась в том, что война должна была быть выиграна относительно быстро, с минимальными потерями и без изнурительной окопной войны, подобной той, что имела место во время Первой мировой войны. В ноябре 1932 года, когда британский лорд-президент Стэнли Болдуин сказал, что «бомбардировщик всегда прорвётся», он говорил о бомбардировках городов. Американцы соглашались с Болдуином только в том, что бомбардировщик возьмёт верх над противовоздушной обороной. Они, однако, предполагали, что целью налётов станут военные и промышленные объекты, а не города.
Реализация доктрины предполагала, что бо́льшая часть ресурсов воздушных сил армии США будет потрачена на создание флота тяжёлых бомбардировщиков и на обучение большого количества экипажей и наземного персонала. Такие расходы привели бы к сокращению финансирования военно-морских и сухопутных сил. В качестве первого шага по развитию программы, в 1935 году был создан штаб ВВС под командованием генерала Фрэнка Эндрюса.
Несмотря на то, что доктрина бомбардировок промышленных центров не была проверена на практике, именно она стала основной стратегией ВВС США при планировании операций Второй мировой войны. Члены «бомбардировочной мафии» разработали план ведения воздушной войны (AWPD-42).

## Критика
Доктрина воздушной войны вызвала возражения штаба армии США. Одним из ведущих оппонентов был капитан (позже генерал) Джордж Кенни, который призывал использовать авиацию в основном для поддержки армии на поле боя. Он выступал за тесную координацию воздушных и наземных войск с упором на средние бомбардировщики и истребители-бомбардировщики.
Сторонники стратегических бомбардировок не придавали должного внимания установлению превосходства в воздухе, полагая, что крупные соединения тяжёлых бомбардировщиков смогут защитить себя самостоятельно. Такой подход привёл к задержке разработки истребителя дальнего сопровождения. В дальнейшем практика боевого применения соединений бомбардировщиков показала, что без истребительного прикрытия дневные налёты невозможны.

## Наследие
Практика Второй мировой войны доказала ошибочность концепции дневных бомбардировок без сопровождения истребителей. Налёты не достигали целей до тех пор, пока не появились истребители дальнего сопровождения и не было достигнуто превосходство в воздухе. Однако стратегические бомбардировки в целом стали важным фактором в окончательной победе и в дальнейшем стали базовой доктриной ВВС США. Доктрина получила развитие в атомную эпоху, после создания Стратегического воздушного командования во время холодной войны. На смену бомбардировочной мафии в 1950-х и 1960-х годах пришли сторонники применения межконтинентальных баллистических ракет.

### Комментарии
1. ↑  Истребители дальнего сопровождения начали применяться на европейском ТВД лишь в середине войны: P-47 Thunderbolt (1942) и P-51 Mustang (1944).
2. ↑  Первый массированный налёт на промышленный центр обернулся катастрофой для 8-й воздушной армии (Налёт на Швайнфурт и Регенсбург). Из-за высоких потерь был отстранён от командования командующий 8-й ВА генерал Айра Икер — один из членов «бомбардировочной мафии»[11].

### Сноски
1. 1 2 3 4  Lee, 1997, pp. 219—220.
2. ↑  Braxton, Leon E.; Wagner, Arthur H. (2012) Birth of a Legend: The Bomber Mafia and the Y1B-17, pp. 65-66. ISBN 9781466906037
3. ↑  Griffith, Charles (1999). The Quest: Haywood Hansell and American Strategic Bombing in World War II. Air University Press ISBN 1-58566-069-8, pp. 39-40.
4. ↑  Miller, Donald L. (2006). Masters of the Air: America’s Bomber Boys Who Fought the Air War Against Nazi Germany, New York: Simon & Schuster. ISBN 0-7432-3544-4, pp. 49-50.
5. ↑  Coggins, Edward V. Wings That Stay On. — Turner, 2000. — P. 1. — ISBN 978-1-56311-568-4.
6. ↑  Rentfrow, James C. (2001). Electronic Combat Support for an Expeditionary Air Force: The Lessons of History Архивная копия от 28 сентября 2012 на Wayback Machine. Air Command and Staff College, Wright Flyer Paper No. 15.
7. ↑  Murray, 1998, p. 174.
8. ↑  Griffith, p.13.
9. ↑  Miller, p.41.
10. ↑  Hansell, Haywood S. Jr. (1979). The Air Plan That Defeated Hitler, Ayer Press, ISBN 0-405-12178-4, p.22.
11. ↑  Гладуэлл, 2022, с. 111.